# 9083 Ramboehm
9083 Ramboehm este un asteroid din centura principală de asteroizi.

## Descriere
9083 Ramboehm este un asteroid din centura principală de asteroizi. A fost descoperit pe 28 noiembrie 1994 la Observatorul Palomar de Carolyn S. Shoemaker și David H. Levy. Asteroidul prezintă o orbită caracterizată de o semiaxă mare de 2,57 ua, o excentricitate de 0,16 și o înclinație de 14,2° în raport cu ecliptica.